# Cora Venus Lunny
Cora Venus Lunny (* 1982 in Dublin) ist eine irische klassische Musikerin (Geige, Bratsche, Komposition), die zunehmend auch im Bereich der Folk-, Pop- und der improvisierten Musik tätig ist.

## Leben und Wirken
Lunny ist die Tochter des Folkmusikers Dónal Lunny und der Fotografin Julia Büthe. Bereits im Alter von drei Jahren begann sie Geige zu spielen. Ab ihrem dreizehnten Lebensjahr studierte sie intensiv klassische Geige bei Musikern wie Rimma Sushanskaya, Joji Hattori, Alexander Arenkov, Arkady Futer, Lara Lev und Vladimir Spivakov.
Im Bereich der Klassik trat sie häufig in Irland auf und wurde von der Kritik hoch gelobt. 1996 trat sie für Irland beim Wettbewerb Eurovision Young Musicians auf. Als sie 20 Jahre alt war, holte Nigel Kennedy sie als zweite Solistin für eine Tournee in Japan, Taiwan, Neuseeland und Australien. In den Folgejahren öffnete sie sich anderen Genres und wirkte auf mehr als 40 Alben, etwa von Sinéad O’Connor und Fovea Hex, und bei unzähligen Auftritten mit. Sie arbeitete unter anderem mit Damien Rice, The Republic of Loose, Kanye West, Laura Sheeran, The Jimmy Cake, Camille O’Sullivan, Julie Feeney und The Blizzards.
Als Interpretin Neuer Musik führte sie viele Werke der zeitgenössischen Musik als Solistin, mit ihrem Streichquartett, mit dem Crash Ensemble und in anderen Konstellationen auf. Ihre eigenen Alben, 1943 (2011) und Terminus: Conscientiae (2014), einer spontan komponierten Antwort auf Bartóks Solosonate, sind bei Diatribe/Rue Faubourg Records erschienen. 2021 und 2022 folgten bei Farpoint Records im Duo mit der Pianistin Izumi Kimura die Alben Folding und Invisible Resistances.
Als Komponistin schrieb Lunny auch Werke für das Quartett Yurodn, dem sie angehörte. Weiterhin verfasste sie Auftragskompositionen für Common Ground und für das Ficino Quartet.